# Сан-Марино на літніх Олімпійських іграх 2016
Сан-Марино на літніх Олімпійських іграх 2016 представляли 4 спортсмени в 2 видах спорту. Жодної медалі олімпійці Сан-Марино не завоювали.

## Спортсмени
| Дисципліна | Чоловіки | Жінки | Разом |
| ---------- | -------- | ----- | ----- |
| Дзюдо      | 1        | 0     | 1     |
| Стрільба   | 1        | 2     | 3     |
| Разом      | 2        | 2     | 4     |

## Легка атлетика
Легенда
- Note – для трекових дисциплін місце вказане лише для забігу, в якому взяв участь спортсмен
- Q = пройшов у наступне коло напряму
- q = пройшов у наступне коло за добором (для трекових дисциплін - найшвидші часи серед тих, хто не пройшов напряму; для технічних дисциплін - увійшов до визначеної кількості фіналістів за місцем якщо напряму пройшло менше спортсменів, ніж визначена кількість)
- NR = Національний рекорд
- N/A = Коло відсутнє у цій дисципліні
- Bye = спортсменові не потрібно змагатися у цьому колі

Технічні дисципліни
| Спортсмен      | Дисципліна                  | Кваліфікація       | Кваліфікація | Фінал              | Фінал           |
| Спортсмен      | Дисципліна                  | Результат у метрах | Місце        | Результат у метрах | Місце           |
| -------------- | --------------------------- | ------------------ | ------------ | ------------------ | --------------- |
| Еудженіо Россі | стрибки у висоту (чоловіки) | 2.17               | 35           | Завершив виступ    | Завершив виступ |

## Стрільба
| Спортсмен          | Дисципліна      | Кваліфікація | Кваліфікація | Півфінал         | Півфінал         | Фінал            | Фінал            |
| Спортсмен          | Дисципліна      | Очки         | Місце        | Очки             | Місце            | Очки             | Місце            |
| ------------------ | --------------- | ------------ | ------------ | ---------------- | ---------------- | ---------------- | ---------------- |
| Стефано Селва      | трап (чоловіки) | 102          | 32           | Завершив виступ  | Завершив виступ  | Завершив виступ  | Завершив виступ  |
| Алессандра Періллі | трап (жінки)    | 63           | 16           | Завершила виступ | Завершила виступ | Завершила виступ | Завершила виступ |
| Аріанна Періллі    | трап (жінки)    | 65           | 13           | Завершив виступ  | Завершив виступ  | Завершив виступ  | Завершив виступ  |

Пояснення до кваліфікації: Q = Пройшов у наступне коло; q = Кваліфікувався щоб змагатись у поєдинку за бронзову медаль